# Aasters
Het Aasters, ook wel Oosterschellings genoemd, wordt gesproken op het oostelijk deel van Terschelling, in de dorpen Oosterend, Hoorn en Lies. In juli 2018 schatte Richard van der Veen, de conservator van Museum 't Behouden Huys, die voorheen cursussen Aasters gaf, dat er nog ruim 100 sprekers van het dialect over waren.
Het is een van de drie dialecten die worden gesproken op Terschelling. Andere dialecten op dat eiland zijn het Westterschellings of "Westers" en het Midslands. Aasters en Westers, hoewel verschillend, lijken veel op elkaar en zijn Fries, het derde is een mengdialect, een Nederfrankisch dialect met Fries substraat.
Het Aasters is een conservatief Fries dialect. Het behoudt kenmerken die het Fries van de vastewal niet meer heeft. In 1976 werd door de Friese Academie het Woordenboek van het Oosterschellings - Wêdenboek fon et Aasters van C. Roggen gepubliceerd. Dit woordenboek bevat een uitgebreide klankinventaris en uitleg over de grammatica van het dialect.

## Ontstaan
Er zijn twee theorieën over het ontstaan van de gecompliceerde dialectverdeling op Terschelling. Volgens de eerste zijn het Aasters en het Westers dialecten van een ouder, algemeen eilanders dialect. Het Hollandse dialect van Midsland zou dan later, met de vestiging van Hollandse ambtenaren in dat dorp, op het eiland zijn geïntroduceerd. Op West-Terschelling en in de dorpen in het oosten zouden dan de oorspronkelijke, Friese dialecten behouden zijn, terwijl het centrum van Terschelling het Hollands als eerste taal aannam. Dit "Hollands" werd dan Midslands, een mengdialect, dat te vergelijken is met het Stadsfries.
Een andere theorie is dat zowel West-Terschelling als Oostterschelling later gekoloniseerd zouden zijn vanuit de Zuidwesthoek van Friesland, waar Zuidwesthoeks het gangbare dialect is. Het Midslands zou dan het oorspronkelijke dialect op het eiland zijn en moeten worden geïnterpreteerd als een variant van het West-Fries, net als de eilanddialecten van Vlieland en Texel (het Tessels).
Meestal wordt van de eerste veronderstelling uitgegaan. Het Aasters zou dan dus, met het Westers, het autochtone dialect van het eiland zijn. Dit dialect is een afgeleide van het Oudfries, zoals alle Friese dialecten. Door de geïsoleerde positie van Oost-Terschelling kon het veel elementen van de oude taal behouden, waardoor het Aasters als een conservatief Fries dialect beschouwd wordt, net als het Hindeloopers, het Schiermonnikoogs en dus het Westers.

### Deens
Volgens sommige onderzoekers zou het eilanddialect door het Deens of een andere Scandinavische taal zijn beïnvloed. Als voorbeeld hiervoor wordt wel het woord "jeure" (doen) genoemd, dat inderdaad opvallend lijkt op het Deense "gøre", het Zweedse "göra" en het Noorse "gjøre". De j- kan een eigen ontwikkeling zijn, maar kan ook direct ontleend zijn: ook in het Noors en Zweeds klinkt de geschreven g- hier als een j.
Niet alle onderzoekers zijn het eens met de hypothese. De Scandinavische talen zijn nu eenmaal aan het Nederlands en het Fries verwant en een "Deens" woord hoeft niet altijd uit Denemarken te komen, maar kan ook gewoon West-Germaans zijn, zij het, dat "jeure" in voor zover bekend in geen enkel ander West-Germaans dialect is opgetekend.

## Kenmerken
Het Aasters is een Fries dialect en vertoont derhalve diverse kenmerken die het algemene Fries ook vertoont. Toch zijn er grote verschillen tussen het Standaardfries en het Aasters. Wel moeten deze verschillen niet overschat worden: anders dan dialecten als Hindeloopers en Schiermonnikoogs is het Aasters voor de meeste Friezen goed te volgen.
De verschillen met het Westers zijn juist klein. Veel mensen van de wal zullen het verschil tussen beide niet eens horen. Wat Terschellingers onder andere wel opvalt is dat het Westers wat sneller gaat. Een Aaster zal voor "geweest" wên zeggen, met een gerekte e, terwijl een Westers wen zegt, zonder een gerekte e. Verder zijn er natuurlijk verschillen in woordenschat. Grote verschillen zijn er echter nauwelijks en van onderlinge onverstaanbaarheid is geen sprake.

### Klanken
Een erg opvallend verschijnsel van het Aasters is dat de "sk-", zoals die in het Standaardfries voorkomt, er net als in het Nederlands een sch- geworden is. Een Aaster zal zijn eiland dan ook Schyljelôn noemen en niet, zoals de Friezen, "Skylge".
De Friese klankcombinatie lj- levert in het Aasters meestal j- op, bv. in jecht (licht), dat in het Fries "ljocht" is. Soms komt, verouderd, de lj- nog wel voor (Ljecht). De verschuiving van lj- naar j- is dus nog niet zo oud.
Bij de klinkers komen een aantal klanken voor die in het Fries noch in het Nederlands voorkomen. Hiervan is de aau in bv. "blaauw" evenwel niet uniek: veel West-Friese dialecten en ook het Amsterdams kennen deze klank. Anders ligt dit bij de ae (oa. in pae, grootvader), die lijkt op de klank van Duits "Nahe". Ook de ôa van fôale (veulen) is typisch voor het Aasters, het is een lang aangehouden, korte o.

### Woorden
Een groot deel van de in het Aasters gebruikte woorden komt ook in het normale Fries voor. Soms behoudt het Aasters een woord dat in het Fries is vervangen voor een ander woord, maar dat we wel terugzien in het Engels. Een bekend voorbeeld is het woord hos, dat "paard" betekent (Eng. Horse, Fri. Hynder). Dit woord is overigens ook verwant aan het Nederlandse "ros".
Een Aaster noemt zijn vader tae, terwijl het Fries "heit" heeft. Dit woord tae komt, in soms iets gewijzigde vorm, ook voor in andere Friese en ook Nederlandse dialecten. bv. in het Urks en het Tessels.
Een woord als kiwyt (kieviet, Fri.Ljip) lijkt aan het Nederlands te zijn ontleend. Toch is er in het Aasters verder niet erg veel Hollandse invloed, wat opvallend is, als men bedenkt dat het Aasters pal grenst aan een gebied waar Midslands wordt gesproken, een sterk door het Nederlands gekleurd dialect.

## Woordenlijst
- aast (oost)
- Astreinjer (iemand uit Oosterend)
- dome (door luchtspiegeling groter lijken dan het is)
- hatsje (baby, pasgeboren kind)
- hoeng (hond)
- Honjer (iemand uit Hoorn)
- hos (paard)
- huiterebuit (niet nader te omschrijven voorwerp, bv. bij jutten gevonden)
- Janderum (Landerum)
- jechtsje (lichtgeven, it jechtsjen fon de see - het lichten van de zee)
- jeure (doen)
- jiw (lief)
- joon (avond)
- kiwyt (kieviet)
- Meslônzer (Iemand uit Midsland)
- meupel (onaangenaam persoon)
- opper (luwte)
- piuwmiuw (klein, tenger persoon)
- puikje (lieveheersbeestje)
- schiep (schaap)
- Schyljelôner (iemand van Terschelling)
- Schyljer (iem. uit West-Terschelling)
- schruwer (schrijver)
- schôd (schaduw)
- sjokje (politiecel, cachot)
- snjoon (zaterdag)
- snôn (zondag)
- toalef (twaalf)
- trea (drie)

## Status
Het Aasters wordt niet veel meer gesproken. Men schat het aantal sprekers momenteel rond de 150. De nog overgebleven sprekers zijn vooral ouderen. Toch wordt aan het Aasters nog wel aandacht besteed. Veel namen van huizen zijn bijvoorbeeld in dialect. Op basisschool  't Jok werd tot 2016 in de lessen aandacht besteed aan het dialect, sinds 2016 zijn deze lessen Aasters niet meer aan de orde.